# Igor Ivanov
Igor Sergejevitj Ivanov (ryska: Игорь Сергеевич Иванов), född 23 september 1945 i Moskva, är en rysk diplomat och politiker. Han var Rysslands utrikesminister 1998–2004. 

## Biografi
Från 1973 tjänstgjorde Ivanov inom Sovjetunionens utrikesministerium, bland annat vid landets ambassad i Madrid. Åren 1991–93 var han till Rysslands ambassadör i Spanien, och därefter vice utrikesminister fram till 1998. Han utnämndes till utrikesminister sedan företrädaren Jevgenij Primakov befordrats till premiärminister. På denna post motsatte sig Ivanov Natos bombningar av Jugoslavien 1999, USA:s invasion av Irak 2003 och medlade i Georgien i samband med rosenrevolutionen samma år. Han avgick som utrikesminister 2004 och utnämndes till sekreterare i Rysslands säkerhetsråd, en post han upprätthöll till 2007.